# Суурсоо, Тойво
Тойво Суурсоо (эст. Toivo Suursoo; род. 13 ноября 1975, Таллин) — эстонский хоккеист. Единственный хоккеист своей страны, выбранный на драфте клубом НХЛ.

## Карьера
Начал свою карьеру в нарвском клубе «Крейнгольм». Позднее перешёл в  «Крылья Советов» (Москва), где был одним из ведущих игроков.
Позднее Тойво Суурсоо долгое время выступал в финской СМ-Лиге и шведской SHL. 2 сезона Суурсоо провёл в АХЛ. Там он играл за фарм-клубы «Детройт Ред Уингз» «Адирондак Ред Уингз» и «Цинциннати Майти Дакс». В 2000 году он подписал контракт с «красными крыльями», но довольствовался выступлениями только за фарм-клуб команды, не сыграв ни одного матча в НХЛ.
На рубеже двухтысячных Суурсоо провёл 2 сезона в российской Суперлиге в нижнекамском «Нефтехимике» и хабаровском «Амуре». Некоторое время был единственным эстонским хоккеистом, выступавшим в ведущих европейских лигах.
Последним клубом нападающего был норвежский «Конгсвингер Кингс», за который он выступал вместе со своим соотечественником Каупо Кальюсте. В нём Суурсоо исполнял роль играющего тренера. 1 марта 2016 года Суурсоо стал наставником эстонского хоккейного клуба «Пантер».
В июне 2017 года Суурсоо вошёл в тренерский штаб сборной Эстонии. Осенью 2018 года эстонец был назначен на должность главного тренера российского клуба Молодежной хоккейной лиги «Чайка» (Нижний Новгород). Однако в июле 2019 года после смены руководства в «Торпедо» (в его структуру входит «Чайка») Тойво Суурсоо был со скандалом уволен из команды. Официальной причиной послужили слабые выступления команды (предпоследнее место), хотя по версии наставника он лишился должности за прогул, совершённый во время отпуска.

## В сборной
За сборную Эстонии Тойво Суурсоо выступал на трёх чемпионатах мира в первом дивизионе.